# Estadio Los Chirijos
El estadio Los Chirijos es un estadio multiusos. Está ubicado entre las avenidas Carlos Julio Arosemena Monroy y Quito de la ciudad de Milagro, provincia del Guayas. Fue inaugurado el 17 de septiembre de 1974, es usado para la práctica del fútbol y tiene capacidad para 15 000 espectadores.

## Historia
Desempeña un importante papel en el fútbol local, ya que los clubes milagreños y guayaquileños como el Atlético Milagro, Valdez Sporting Club, Milagro Sporting Club, Unión Deportiva Valdez, Guayaquil Sport Club (provisional), 9 de Octubre (provisional), Everest (provisional), Calvi Fútbol Club (provisional), Club Sport Patria (provisional), Barcelona (provisional) y Emelec (provisional) hacían y/o hacen de locales en este escenario deportivo.
El estadio es sede de distintos eventos deportivos a nivel local, así como es escenario para varios eventos de tipo cultural, especialmente conciertos musicales (que también se realizan en el Coliseo Ecuador Martínez de Milagro).